# Броад, Пери
Пери Броад (нем. Pery Broad; 25 апреля 1921, Рио-де-Жанейро, Бразилия, — 28 ноября 1993, Дюссельдорф, Германия) — унтершарфюрер СС; охранник, позднее сотрудник гестапо концлагеря Освенцим.

## Биография
Броад, сын бразильского торговца и немки, в пятилетнем возрасте вместе с матерью переехал из Бразилии в Германию, сохранив при этом бразильское гражданство. Они поселились во Фрайбурге, а затем обосновались в Берлине, где Пери посещал народную школу и реальную гимназию. В 1940 году он получил аттестат зрелости и поступил в Берлинскую высшую техническую школу.
Уже в 1931 году Броад стал членом гитлерюгенда, в связи с чем впоследствии он был награждён золотым значком. В 1941 году он вступил в СС, подал рапорт с просьбой о зачислении в войска СС и в начале 1942 года после краткой военной подготовки был отправлен на фронт. Однако в апреле Броад был признан негодным к строевой службе по причине близорукости и переведен в концлагерь Освенцим. Первоначально он служил охранником, а затем, после просьбы о переводе в лагерное гестапо, был зачислен в отдел дознания и допросов и регулярно участвовал в казнях. Выжившие в Освенциме характеризовали Броада по-разному: с одной стороны, как холодного и непроницаемого, а с другой стороны, как в высшей степени интеллигентного и отчасти даже участливого. Броад, образованный и начитанный, также был музыкально одаренным и говорил на нескольких языках. После эвакуации Освенцима в январе 1945 года Броад два месяца служил в концлагере Дора-Миттельбау, а затем был отправлен на фронт, где пробыл до конца войны.
6 мая 1945 года он попал в британский плен и был помещен в приемный лагерь Горлебен. Находясь в заключении, он написал по собственной инициативе так называемый «Отчет Броада» о событиях в Освенциме, которые он открыто осуждал — однако, не касаясь себя и своей деятельности. В качестве информатора британской армии Броад содержался отдельно от других немецких пленных, считающих его предателем. Его подробные показания использовались на трех Берген-Бельзенских процессах, на которых в качестве обвиняемых выступали другие сотрудники персонала Освенцима. Содержась под стражей, Броад пользовался при этом значительными послаблениями тюремного режима, а также привлекался к допросам на Нюрнбергском процессе в качестве переводчика. В 1947 году он был освобожден, после чего работал торговым служащим на лесопильном заводе в Мунстере и других частных фирмах.
30 апреля 1959 года он был арестован в связи с расследованием преступлений в Освенциме, однако в конце 1960 года был освобожден под залог в 50000 западногерманских марок. 20 декабря 1963 года во Франкфурте-на-Майне начался 1-й Освенцимский процесс, на котором Броад выступил в качестве одного из обвиняемых (его адвокатами стали доктор Ганс Латернзер и Фриц Штейнакер). На процессе Броад вел себя подобно остальным обвиняемым: отрицал преступления, не мог ничего вспомнить, перекладывал вину на других подсудимых и не высказывал ни малейшего раскаяния. Когда же обвинение предъявило Броаду его отчет, это стало шоком для его защиты. Он также не смог отрицать своё присутствие у железнодорожной рампы, куда прибывали составы с заключенными, и в печально известном блоке № 11. Кроме того, его уличали убедительные свидетельские показания. 19 августа 1965 года суд присяжных Франкфурта-на-Майне приговорил Броада к четырём годам каторжной тюрьмы.
На процессе Броаду также было предъявлено обвинение как участнику убийств 3000 заключенных цыганской национальности, однако суд посчитал данное обвинение второстепенным и выделил его в отдельное производство, в результате чего в приговоре о нём не упоминалось. Гессенский министр юстиции Лауриц Лауритцен, бывший секретарем Интернационального лагерного комитета, обещал, что по этим убийствам состоится самостоятельный процесс, однако этого не произошло.
В феврале 1966 года Броад был освобожден из-под стражи в связи с зачетом предварительного заключения в срок лишения свободы. В том же году Государственный музей Аушвиц-Биркенау опубликовал «Отчет Броада».
После тюремного заключения Броад жил незаметной жизнью и умер в ноябре 1993 года в Дюссельдорфе.